# カルロス・カスターニョ・ヒル
カルロス・カスターニョ・ヒル(Carlos Castaño Gil,1965年5月15日 – 2004年4月16日)はコロンビアの民兵指導者、戦争犯罪容疑者。コロンビア最大の右翼武装勢力であるコロンビア自衛軍連合(AUC)の創設者である。

## 経歴
アンティオキア県北東部のアマルフィにて裕福な地主の息子として生まれる。
10代で父親がコロンビア革命軍に誘拐の末殺害されており、市民が左翼ゲリラと戦う必要性を自覚し、兄のフィデルやビセンテと共に地元の準軍組織に参加する。この準軍組織はパブロ・エスコバルや彼が率いるメデジン・カルテルとも関係が深く、カルテルに雇用された元イスラエル軍の傭兵から戦闘など専門的な訓練を受けた(しかし、関係が断絶してからはカリ・カルテルが反エスコバルのため創設した自警団「Los Pepes」に部下を派遣している)。
準軍組織のトップであった長兄のフィデルが1994年に失踪(2013年に遺骨が発見。敵対者による暗殺と見られる)し自身が主導権を握るようになると、他地域の準軍組織も連合させてAUCを創設した。
AUCは前身の準軍組織と同じく左翼ゲリラおよびその協力者とみなした者への暗殺、誘拐、虐殺を繰り返し、更にはその資金源として麻薬関連の収益を用いていた。

### 死亡
2004年より消息不明となり、その後、2006年に遺骨が発見された。
前述の通り当初は本人も麻薬業者と親密だったが、ある時期からAUCと麻薬業者との連帯を批判して自分を指名手配するコロンビア政府やアメリカ合衆国司法省へ投降を試みており、AUC内部より報復を受けたと見られる。
現在、次兄ビセンテが彼の殺害を指示したことが明らかになっているが、現在はビセンテ本人も失踪している。